# 585. pehotni polk (Wehrmacht)
Za druge 585. polke glejte 585. polk.
585. pehotni polk (izvirno nemško Infanterie-Regiment 585) je bil eden izmed pehotnih polkov v sestavi redne nemške kopenske vojske med drugo svetovno vojno.

## Zgodovina
Polk je bil ustanovljen 13. decembra 1940 kot polk 13. vala na področju Lübecka iz delov 154. in 220. pehotnega polka; polk je bil dodeljen 320. pehotni diviziji.
15. marca 1942 so bili deli polka izvzeti iz sestave ter dodeljeni 666. pehotnemu polka; odvzeti deli so bili nadomeščeni. 14. četa je bila ustanovljena 19. julija 1942. 
15. oktobra 1942 je bil polk preimenovan v 585. grenadirski polk.